# Goms
Goms (Duits: Bezirk Goms, Frans: District de Conches) is een district in het Zwitserse kanton Wallis en omvat de volgende gemeenten:
| Gemeentenaam        | Inwoners (x) | Oppervlakte (km²) |
| ------------------- | ------------ | ----------------- |
| Bellwald            | 435          | 13,7              |
| Binn                | 153          | 65,0              |
| Blitzingen          | 76           | 11,8              |
| Ernen               | 538          | 35,4              |
| Fiesch              | 935          | 11,3              |
| Fieschertal         | 320          | 173,0             |
| Grafschaft          | 183          | 22,6              |
| Lax                 | 287          | 5,0               |
| Münster-Geschinen   | 481          | 48,7              |
| Niederwald          | 45           | 4,7               |
| Obergoms            | 662          | 155,6             |
| Reckingen-Gluringen | 454          | 41,2              |

Brig · Conthey · Entremont · Goms · Hérens · Leuk · Martigny · Monthey · Östlich Raron · Saint-Maurice · Sierre · Sion · Visp · Westlich Raron